# Protestas por el accidente ferroviario de Tesalia de 2023
Las Protestas por el accidente ferroviario de Tesalia de 2023 iniciaron el 28 de febrero de 2023 Después de la colisión de dos trenes cerca de Tempe Varios miles de personas participaron en vigilias, protestas o disturbios en respuesta a la percepción de falta de medidas de seguridad.Los sindicatos ferroviarios declararon huelgas en protesta por la falta de modernización del sistema ferroviario por parte del gobierno griego.
En respuesta tanto a la tragedia como a la creciente insatisfacción de la industria en general, el Sindicato Panhelénico de Personal Ferroviario paró en protesta por las condiciones laborales y la falta de modernización de la red ferroviaria, iniciando la huelga el 2 de marzo de 2023, a pesar de que los trabajadores del metro STASY El sindicato suspendió la huelga prevista en el metro de Atenas por respeto a las víctimas del día anterior. Estallaron peleas en Atenas con la policía disparando gases lacrimógenos contra la multitud que se reunió frente a la sede del Tren Helénica. El 7 de marzo, los estudiantes cerraron muchas escuelas en Thessaloniki, lo que obligó a las escuelas a pasar a clases en línea a través de Webex durante un par de días. La Confederación de Funcionarios Públicos de Grecia (ADEDY) ha convocado una huelga general de 24 horas para el 8 de marzo del 2023.

## Antecedentes
El accidente ferroviario de Tesalia ocurrió en la noche del 28 de febrero de 2023, cuando dos trenes chocaron en el valle de Tempe en cercanías de Larissa, en la zona de Tesalia, Grecia, lo que resultó en la muerte de 57 personas y lesiones a más de 85, lo que lo convierte en el accidente ferroviario más mortal en Grecia desde 1968. y uno de los peores en la historia del país helénico.
El tren de pasajeros transportaba 350 pasajeros desde Atenas a Tesalónica. Mientras tanto, el tren de carga viajaba desde Tesalonica a Larissa. La colisión ocurrió en el ramal que une Atenas y Tesalónica, operado por Hellenic Train, subsidiaria del Ferrovie Dello Stato Italiane, la compañía ferroviaria estatal de Italia. y estaba formado por una hilera de vagones Hellenic Train UIC Z1 fabricados por Siemens en SGP Graz y Bombardier en Dunakeszi Carriage Workshops basados en la plataforma Viaggio Classic (ellos mismos basados en el ÖBB Modularwagen), remolcados por la locomotora HellasSprinter 120 022.  En ese momento del accidente, el tren estaba muy retrasado, debía llegar a las 11:35 p. m. EET en la estación de Tesalónica. Mientras tanto, un tren de mercancías con varios vagones de plataforma cargados con contenedores viajaba de Tesalónica a Larissa, tirado por otra locomotora HellasSprinter.

## Cronología de las Protestas
Poco tiempo después del accidente ferroviario, el ministro de Transporte griego Kostas Karamanlís renunció para asumir la responsabilidad en nombre del gobierno de Mitsotakis. El nuevo ministro de transporte George Gerapetritis prometió mejoras, pero "ocurrirían accidentes", incluso un sistema de seguridad electrónico no siempre podría evitar el error humano.
El 5 de marzo, 12.000 personas se manifestaron frente a la sede del gobierno en Atenas, según la policía griega.

### 8 de marzo
El 8 de marzo, decenas de miles de personas en toda Grecia salieron a las calles para manifestarse por un mejor transporte público y contra el gobierno. Los llamamientos para la renuncia del primer ministro Kyriakos Mitsotakis fueron constantes.  El domingo 12 de marzo de 2023, la protesta continuó en Atenas y Tesalónica, alrededor de 5000 personas se reunieron nuevamente para protestar contra el gobierno después de un llamado de varios sindicatos y grupos políticos.

### 16 de marzo
el 16 de marzo estallaron enfrentamientos en la capital Atenas en medio de una huelga general convocada ese día dejando con 57 personas muertas. Los manifestantes empezaron a lanzaron bombas contra un cordón policial cerca del parlamento. La policía respondió lanzando gases lacrimógenos y granadas de sonido, durante el breve estallido de violencia que interrumpió grandes manifestaciones pacíficas. No hubo informes inmediatos de heridos o arrestos.
La huelga dejó en tierra los vuelos e interrumpió ampliamente los servicios de transporte, mientras que también se llevaron a cabo grandes protestas en el resto del país. Los enfrentamientos entre los manifestantes y la policía griega también estallaron en la ciudad portuaria sureña de Patras.
La huelga también mantuvo los transbordadores a las islas griegas en el puerto, dejó a los hospitales públicos funcionando con personal de emergencia y detuvieron los servicios de transporte público y provocó cancelaciones de clases en las escuelas locales.